# دبقية (فصيلة)
الفصيلة الدبقية (Viscaceae) اسمٌ تصنيفيٌّ لفصيلةٍ من النباتات المُزهرة. وتضم هذه الفصيلة ضمن هذا النطاق أجناسًا مختلفةً من نبات الهدالات (الدبقات). ويجري حاليًا دراسة هذا الاسم ومراجعته، إذ اعترفت به عدة أنظمةٍ لتصنيف النباتات في العقود الماضية، أبرزها نظام كرونكويست لعام 1981.
مع ذلك، لا يعترف نظام APG II لعام 2003 بهذه الفصيلة، بل يعتبرها مرادفًا لفصيلة الصندلية. لكن هذه لم يُنهِ الجدل التصنيفي بين علماء النبات، ولا يزال الكثيرون يعتقدون أن الدبقية يجب أن يكون اسم فصيلة مقبولًا. ووفقًا لنظام APG IV، وجد دير ونيكرينت (2008) سبعة فروع حيوية مدعومة جيدًا داخل فصيلة الصندلية، ولكن العلاقات بين هذه الفروع الحيوية لا تزال غير مفهومة بشكل جيد. وتستحق الاستخدامات التقليدية والثقافية للأنواع داخل فصيلة الدبقية المزيد من الاهتمام.
تشمل الفروع الحيوية أو الأجناس التي يُتعامل معها على أنها تنتمي إلى الاسم الفصيلي المثير للجدل حاليًا الدبقية ما يلي:
- Arceuthobium
- Dendrophthora
- Ginalloa
- كورثالسة
- Notothixos
- Phoradendron
- دبق